# Трушонки
Трушонки — деревня  в Износковском районе Калужской области России. Входит в сельское поселение «Село Льнозавод».

## География
На реке Нерошка, рядом Жизненные Волны и Пелагеино.

## Население
| 2002 | 2010 |
| ---- | ---- |
| 0    | ↗3   |

## История
В 1782-м году Стеклянный Жиковский завод содержателя Ивана Орехова на церковной земле.
В советское время относилась к Пелагеенскому сельсовету, здесь было налажено  валяльное производство